# Zaheera
Zaheera est une actrice indienne. Elle est connue pour son rôle principal dans Call Girl en 1974. Son premier rôle au cinéma est dans le film de James Bond Au service secret de Sa Majesté de Peter Hunt en 1969.

## Biographie
Zaheera a grandi au Royaume-Uni.
Elle fait ses débuts dans le film de James Bond Au service secret de Sa Majesté en 1969, dans lequel elle joue le rôle d'une jeune fille indienne nommée Zara.
Elle joue dans des films de Bollywood pendant la décennie suivante, et apparaît pour la première fois dans un rôle principal dans Call Girl de Vijay Kapoor en 1974, un film à thème controversé à cette époque,. Elle a également eu des rôles dans Aadmi Sadak Ka et Naukri. Un de ses films à succès est Gambler d’Amarjeet, avec Dev Anand, Shatrughna Sinha, Zahida, et Jeevan. Elle a également joué dans quelques films en pendjabi.
Elle gère aujourd’hui un service de rencontres au Royaume-Uni.

## Filmographie
- 1969 : Au service secret de Sa Majesté de Peter Hunt : l'ange indien(créditée comme Zaherra)
- 1971 : Gambler d’Amarjeet : Julie (créditée comme Zahira)
- 1972 : Anokha Daan d’Asit Sen
- 1974 : Anjaan Raahen de Mohan J. Bijlani : Sunita
- 1974 : Alingan de C. L. Dheer
- 1974 : Call Girl de Vijay Kapoor : Maya/Kamini
- 1975 : Toofan Aur Bijlee de Homi Wadia : Madhuri/Sheela
- 1975 : Zinda Dil de Sikandar Khanna : Rekha
- 1975 : Mere Sartaj d’Abdul Rashid Kardar : Parveen J. Gulrez
- 1975 : Ek Hans Ka Joda d’Avtar Bhogal : Tina
- 1975 : Dharmatma de Feroz Khan (créditée comme Zahira)
- 1976 : Harfan Maulaa de S. M. Sagar : Qawali Announcer (créditée comme Zaherra)
- 1977 : Taxi Taxie d’Irshad : Jyoti Sharma
- 1977 : Saal Solvan Chadya de Surinder Singh : Bubbly
- 1977 : Aadmi Sadak Ka de Devendra Goel : Vandana Tandon (créditée comme Zaherra)
- 1978 : Kaala Aadmi de Ramesh Lakhanpal
- 1978 : Aahuti d’Ashok V. Bhushan : Kusum
- 1978 : Naukri de Hrishikesh Mukherjee : Ramola
- 1981 : Khuda Kasam de Lekh Tandon : Latika (créditée comme Zahira)
- 1981 : Shakka de Shyam Ralhan : Meena (créditée comme Zaherra)
- 1982 : Lubna de Kabeer Rauthar

## Crédit d’auteurs
- (en) Cet article est partiellement ou en totalité issu de l’article de Wikipédia en anglais intitulé « Zaheera » (voir la liste des auteurs).